# Basketo
Basketo, jedan od omotskih naroda, poznat i pod imenima Baskatta ili Mesketo, nastanjen u Etiopiji u distriktu (woreda) Semien Omo. Po popidu iz 2007., bilo ih je 78,284, od čega 99.3% u Regiji Južnih naroda, narodnosti i etničkih grupa.

## Jezik
Basketo govore jezik basketo, koji je član zapadne ometo skupine i ima 57,805 govornika (1998) ali su bilingualni i u drugi jezicima melo, oyda, galila ili gofa.
Mali rječnik
- mach... žena (ičija)
- mach.... supruga
- micho... sestra
- ichi... brat
- nai... dijete
- asi... čovjek
- indo... majka
- babe... otac
- suntsi... ime

## Vanjske poveznice
- Basketo of Ethiopia
- Alemayehu Abebe, Sociolinguistic Survey Report of the Mesketo Language of Ethiopia  Arhivirana inačica izvorne stranice od 11. listopada 2012. (Wayback Machine)